# Yamada Kota
Yamada Kota (山田 康太 Yamada Kota, sinh ngày 10 tháng 7 năm 1999) là một cầu thủ bóng đá người Nhật Bản. Anh thi đấu cho Yokohama F. Marinos.

## Sự nghiệp
Yamada Kota gia nhập câu lạc bộ tại J1 League Yokohama F. Marinos năm 2017.

## Thống kê câu lạc bộ
Cập nhật đến ngày 2 tháng 1 năm 2018.
| Thành tích câu lạc bộ | Thành tích câu lạc bộ | Thành tích câu lạc bộ | Giải vô địch | Giải vô địch | Cúp                   | Cúp                   | Cúp Liên đoàn | Cúp Liên đoàn | Tổng cộng | Tổng cộng |
| Mùa giải              | Câu lạc bộ            | Giải vô địch          | Số trận      | Bàn thắng    | Số trận               | Bàn thắng             | Số trận       | Bàn thắng     | Số trận   | Bàn thắng |
| Nhật Bản              | Nhật Bản              | Nhật Bản              | Giải vô địch | Giải vô địch | Cúp Hoàng đế Nhật Bản | Cúp Hoàng đế Nhật Bản | J.League Cup  | J.League Cup  | Tổng cộng | Tổng cộng |
| --------------------- | --------------------- | --------------------- | ------------ | ------------ | --------------------- | --------------------- | ------------- | ------------- | --------- | --------- |
| 2017                  | Yokohama F. Marinos   | J1                    | 0            | 0            | 1                     | 0                     | 2             | 0             | 3         | 0         |
| 2018                  | Yokohama F. Marinos   | J1                    | 0            | 0            | 0                     | 0                     | 0             | 0             | 0         | 0         |
| Tổng                  | Tổng                  | Tổng                  | 0            | 0            | 1                     | 0                     | 2             | 0             | 3         | 0         |